# Stoommachine

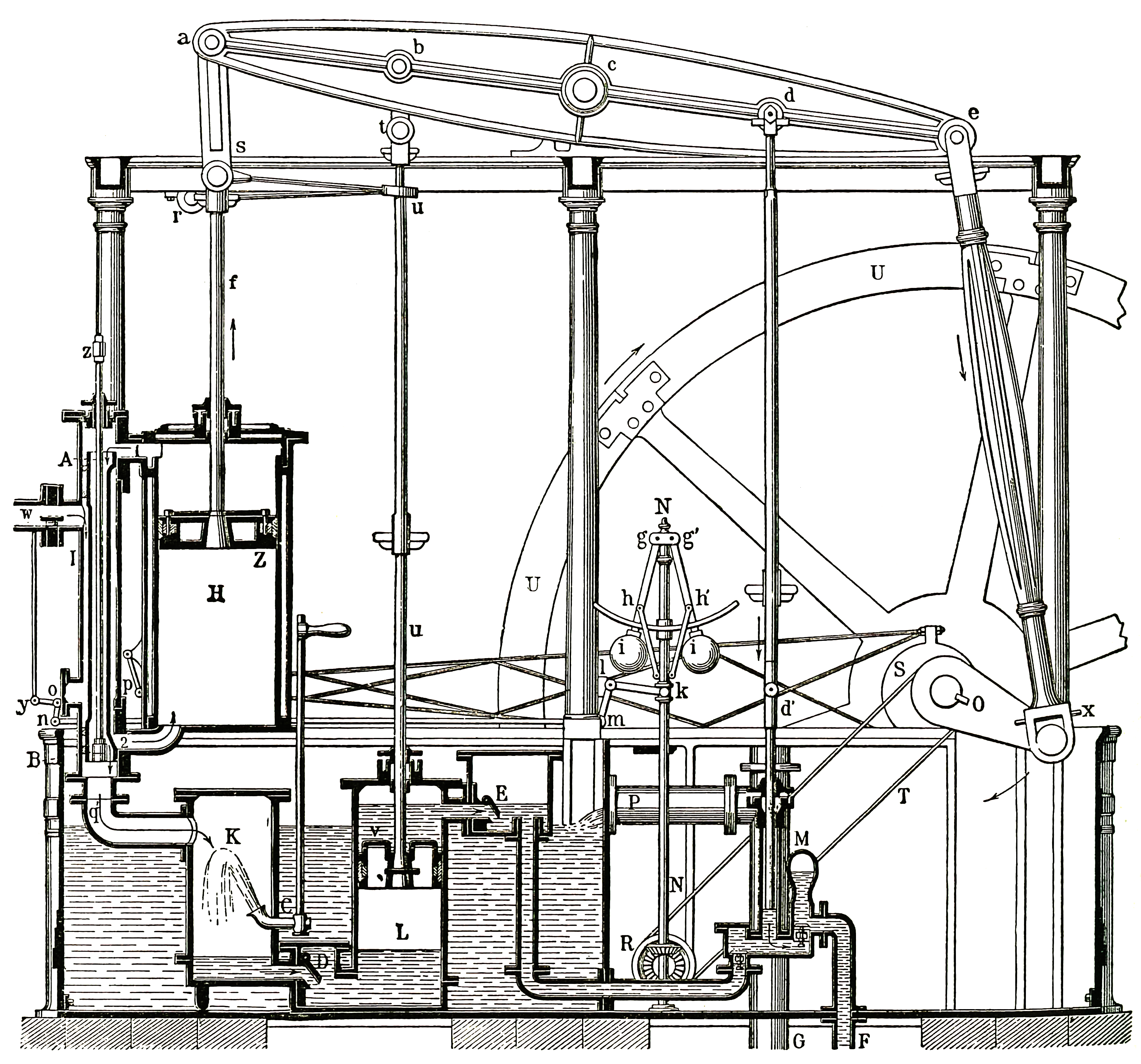
Stoommachine

Een stoommachine is een motor (of in bredere zin een machine), die door middel van onder druk staande stoom mechanische arbeid levert. Vaak ontstaat die druk als gevolg van verhitting door verbranding van steenkool. De stoommachine wordt echter niet tot de verbrandingsmotoren gerekend.

## Werking
In de gebruikelijke stoommachines zet de stoom uit in een of meer cilinders en drukt het de zuiger(s) die zich in de cilinder(s) bevinden weg. Via een kruk-drijfstangmechanisme wordt de expansie-energie, op een vliegwiel overgebracht (zie afbeelding, ter hoogte van "James Watt"). Een stoommachine heeft een relatief laag rendement, dat wil zeggen dat het deel van de energie van de stoom dat in arbeid wordt omgezet, niet groot is.
De ontwikkeling van de (industriële) stoommachine door Savery, Papin, Newcomen en Watt, markeerde het begin van de industriële revolutie; voor het eerst was arbeidsvermogen overal realiseerbaar om machines aan te drijven, waar voor die tijd met handkracht, trekdieren, watermolens en windmolens moest worden gewerkt. De stoomlocomotief is een bekende toepassing van de stoommachine. Voor tijdelijk of licht werk kon een locomobiel worden ingezet.
Zuigerstoommachines worden, behalve in een aantal nog steeds in gebruik zijnde stoomschepen, tegenwoordig niet meer gebruikt. Waar behoefte is aan een onafhankelijke krachtbron is een stoomturbine, dieselmotor, benzinemotor of aggregaat vrijwel altijd efficiënter, goedkoper, minder vervuilend en lichter. Wel worden zuigerstoommachientjes nog als modelspeelgoed verkocht en zijn er in veel industrie- en techniekmusea nog werkende exemplaren te bezichtigen.
Vooral gedurende de 20e eeuw, en in het bijzonder in de 2e helft van deze eeuw, verloor de stoommachine steeds meer terrein. In de nijverheid leidde de toepassing van deze krachtbron tot gevaarlijke situaties, daar de kracht via een as met riemschijven en lederen drijfriemen naar de diverse machines moest worden overgebracht. De toepassing van verbrandingsmotoren en vooral van de elektromotor bracht hier verandering in, omdat deze op decentrale wijze voor bewegingsenergie kon zorgen.

## Ontwikkeling van de stoommachine
De ontwikkeling van de stoommachine is een empirisch proces. De theoretische achtergrond, de thermodynamica, zou later worden geformuleerd. De machine was in 1705 al uitgevonden door Thomas Newcomen en Thomas Savery, maar er was pas in 1764 algemene toepassing mogelijk na de innovaties van de Schot James Watt (1736-1819).
De eerste stoommachine (atmosferische of vuurmachine) in Nederland werd op 9 maart 1776 in de oude kruittoren bij de Oostpoort van Rotterdam in gebruik genomen. Deze regelde het waterniveau in de grachten.

### Heron van Alexandrië

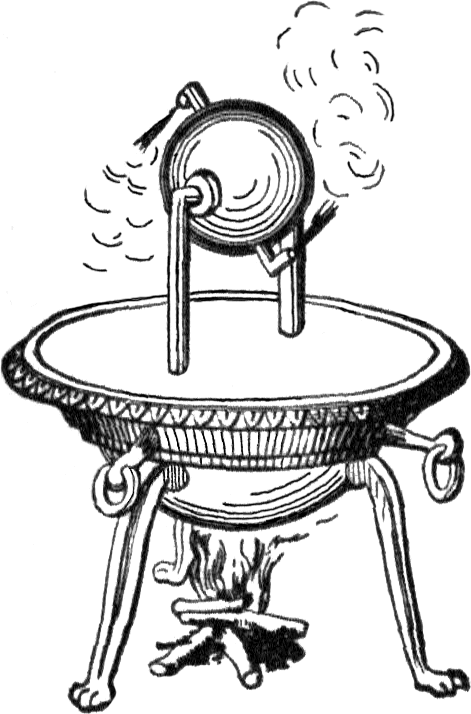
Herons aeolipile

Heron van Alexandrië (10-70) ontwikkelde als eerste een werkende stoommachine: de aeolipile. Dit apparaat berustte niet op het zuigerprincipe, zoals de moderne stoommachine. Het bestond uit een holle metalen bol gemonteerd op een eveneens holle as. Deze as kwam aan beide zijden uit in een verhit waterreservoir. De holle bol had aan weerszijden twee openingen, waaraan een gebogen open pijp gemonteerd was. De stoom die uit het reservoir door de holle as naar de bol liep, kwam door de twee pijpuiteinden naar buiten, waardoor de bol ging draaien. Deze stoommachine werd in feite voortgedreven door het principe van een raketmotor. De machine was echter erg inefficiënt en Heron had er geen praktische toepassing voor.

### Denis Papin
Een volgende pionier bij de ontwikkeling van de moderne stoommachine was de Fransman Denis Papin (1647-1712). Papin vluchtte na de opheffing van het edict van Nantes in 1685 naar Hessen, waar hij aan de Philipps-Universiteit Marburg probeerde zijn ideeën te verwezenlijken. Als gevolg van onnauwkeurige bewerkingen van het materiaal door onbekwame werklieden mislukte dit faliekant. Hij had zijn plannen intussen medegedeeld aan de Royal Society in Engeland, waar hij Robert Boyle en Robert Hooke eerder had leren kennen. Hooke liet een bekwaam constructeur met dit ontwerp een machine maken.

### Thomas Savery

Principe van de stoommachine van Newcomen

Op 2 juli 1698 patenteerde Thomas Savery de eerste stoommachine onder de titel An Engine to Raise Water by Fire (een machine om water op te pompen met behulp van vuur) en in 1702 publiceerde hij details over deze machine in het boek Miner’s Friend. Savery’s "stoompomp" had geen zuiger, maar gebruikte een combinatie van onderdruk en stoomdruk om het water te verplaatsen. Door het condenseren van stoom met koud water in een gesloten pompketel, ontstond onderdruk en drukte de buitenatmosfeer (1 bar = 10 meter waterkolom) het op te pompen water in de ketel. De werking was gelimiteerd tot het opstuwen van een kolom water met ongeveer dertig voet (9 meter). Deze kon worden verhoogd tot ongeveer vijftig voet (15 meter) door daarna stoomdruk op het wateroppervlak van de pompketel te plaatsen om het water zo weg te drukken, maar de toen hoge stoomdruk op de boiler maakte de installatie onveilig en onbetrouwbaar. De bediening was handmatig en daardoor zeer traag en dus onrendabel. Er werden vervolgens nog pogingen gedaan om water te verwijderen uit de Broadwaters mijn in Wednesbury en vervolgens in Staffordshire, maar zonder succes. Deze machine was niet geschikt om water uit een mijn op te pompen en de enige bekende, werkende versies werden gebruikt voor de watervoorziening in Londen.

### Thomas Newcomen
Savery werkte voor de Gezondheidscommissie voor Zeelieden en hierdoor kwam hij in contact met Thomas Newcomen (1663 - 1729), afkomstig uit Dartmouth in Devon. Omstreeks 1712 werden regelingen getroffen met Newcomen om zijn meer geavanceerde ontwerp van de stoommachine die in de handel werd gebracht vallend onder het patent van Savery, verder te ontwikkelen. De machine van Newcomen werkte alleen onder atmosferische druk, waarbij de gevaren van stoom onder hoge druk werden vermeden, en gebruikte het zuigerconcept, in 1690 uitgevonden door Denis Papin. Door de beide systemen te combineren ontstond de eerste stoommachine die in staat was water uit de mijnen op te pompen. Thomas Newcomen was mijnbouwkundig ingenieur, en had onafhankelijk van Denis Papin op hetzelfde principe een patent op een werkende machine verworven.
Deze machines berustten op een geheel ander werkingsprincipe dan de moderne stoommachines. Hier werd niet gebruikgemaakt van de stoomdruk (dampspanning), maar van de onderdruk door de condensatie van de stoom. Men noemt deze machines ‘atmosferisch’ omdat de atmosferische druk al het werk doet. Door condenseren van stoom onder een kolfvormige afsluiting van een open cilinder met koud water, drukte de atmosfeer deze kolf naar beneden. Een contragewicht trok daarna de kolf weer omhoog. De bediening was aanvankelijk handmatig: per arbeidsslag moesten de nodige kranen worden bediend. Mede daardoor werkte de machine uiterst langzaam en was relatief onrendabel. Later werd het openen en sluiten van de ventielen geautomatiseerd.

### James Watt

Een stoommachine in bedrijf

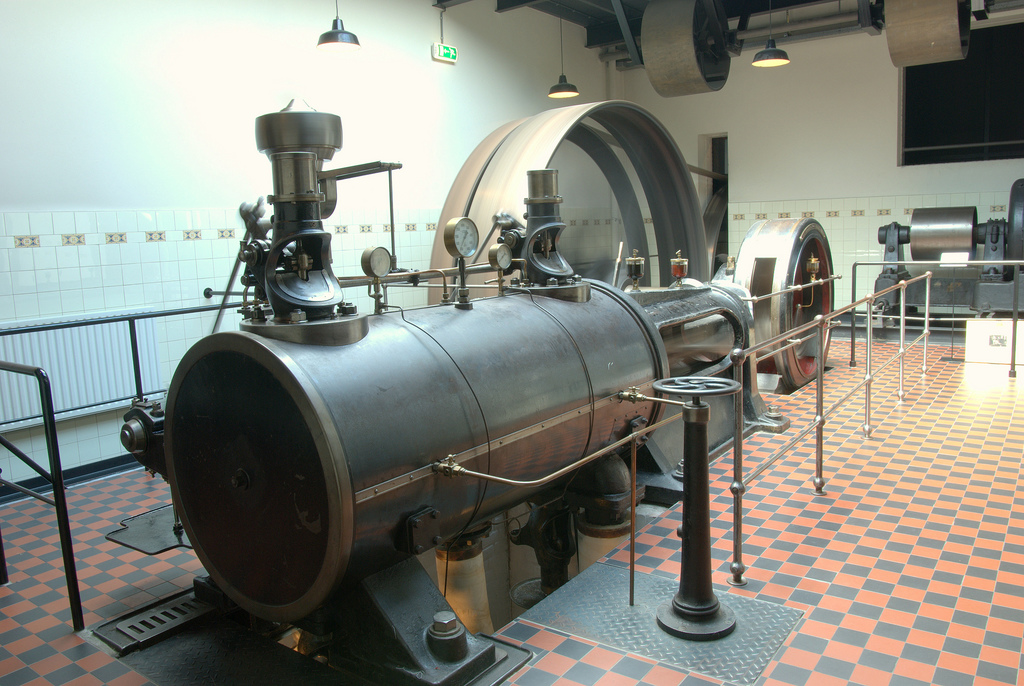
Stoommachine van Louis Smulders & Co uit Utrecht, gebouwd in 1906, nu in het TextielMuseum Tilburg

James Watt was mecanicien en kreeg in 1763 de opdracht een Newcomen-stoommachine van de universiteit van Glasgow te verbeteren. Hij verhielp de structurele gebreken en transformeerde het tot een veelzijdig en economisch rendabel apparaat. In 1777 werd, in een mijngroeve in Cornwall, een eerste machine van hem opgesteld.
Watts aanpassingen vanaf 1765:
- Verleggen van het condensatieproces van de cilinder naar een condensor. Hierdoor koelde de cilinder zelf veel minder af waardoor minder energie nodig was.
- Warm houden van de cilinder door het aanbrengen van een stoommantel.
- Onderdruk in de condensor bewerkstelligen door een luchtpomp.
- Afwisselend onder- en bovendruk op de zuiger toepassen, waardoor een meer economische werking ontstond.
- Toerentalregeling met regulator door middel van middelpuntvliedende kracht, de zogenoemde regulator van Watt (1788).
- Gebruiken van een krukas voor roterende beweging (in samenwerking met anderen).

Ook James Watt ondervond moeilijkheden bij de nauwkeurige bewerking van machineonderdelen, doordat hij een eigen aandrijfmechanisme nodig had voor roterende bewerkingen en door de nog primitieve technologie. Geldgebrek was een ander struikelblok.
In de condensor wordt de gebruikte stoom afgekoeld. Dit gebeurde aanvankelijk door koud water in fijne straaltjes in de condensor te spuiten, dit had als nadeel dat er veel water nodig was waardoor. Met zeewater kon dit niet vanwege het zout waarmee de toepassing van stoommachines op zeeschepen werd gehinderd. Met de introductie van oppervlak condensatie werd dit mogelijk, hier wordt de stoom door een ketel gevoerd met heel veel dunne buisjes met koud water waardoor de stoom afkoelt en condenseert. Het condenswater kan dan hergebruikt worden door het naar de stoomketels af te voeren.
De machine van James Watt maakte een verveelvoudiging van het rendement mogelijk, van ca. 1% tot ca. 4%. Hierdoor werd het mogelijk de stoommachine te gebruiken op locaties ver van kolenmijnen, wat voordien nauwelijks mogelijk was vanwege de hoge transportkosten. De afwisselende onder- en bovendruk op de zuiger maakte ook een horizontale opstelling van de zuiger mogelijk. Dit leidde tot minder ruimtebeslag en kon worden volstaan met kleinere en dus goedkopere gebouwen voor de huisvesting van de stoommachine. Door het gebruik van hogere druk in de ketels, waar James Watt zelf tegen was, vanwege het ontploffingsgevaar, kon dat rendement later verder worden opgevoerd, tot 10% en meer. 

### Compoundmachine

Werking van een triple-expansie stoommachine (rood = zeer heet, geel = heet en blauw = eindtemperatuur)

De volgende stap in de ontwikkeling was de compound-stoommachine waarbij de stoom twee of meer keren wordt gebruikt. Door de verhoging van de stoomdruk, werd de stoom eerst in een hoogdrukcilinder gebruikt en stroomde vervolgens naar een laagdrukcilinder. Compound slaat op het gebruik van de afgewerkte stoom door de twee cilinders die achter elkaar staan en dezelfde as aandrijven. De hoge drukcilinder heeft een kleinere boring, diameter, dan de lagedruk cilinder. Na een verdere verhoging van de druk kwam de triple-expansiemachine in gebruik, hier waren drie cilinder die in boring groter werden naarmate de stoomdruk afnam. Dit was een groot succes, de machines waren betrouwbaar en gemakkelijk te onderhouden en bleven tot in de Tweede Wereldoorlog in gebruik. Liberty vrachtschepen werden met deze machine uitgerust.

## Stoommachines in België
Na Engeland was België een van de eerste landen ter wereld waar stoommachines gebruikt werden. In 1830 waren er reeds stoommachines in Brussel (stad).

### Musea
- Stoom en stroom is een museum in de West-Vlaamse stad Izegem, gewijd aan de geschiedenis en de werking van de elektriciteitscentrale aangedreven door een stoommachine. Het hoofdgebouw van het museum dateert uit 1901 en de machines uit 1936. Het geheel werd in 1978 als monument geklasseerd.

## Stoommachines in Nederland
In Nederland begon het stoomtijdperk in 1774, toen het Bataafsch Genootschap der Proefondervindelijke Wijsbegeerte de toestemming kreeg om een vuurmachine te installeren. Deze in Engeland bestelde machine werd in 1776 in bedrijf genomen met als doel om een gemaal bij de Rotterdamse Oostpoort aan te drijven. Het experiment mislukte en uiteindelijk werd de machine gesloopt.
In de eerste helft van de negentiende eeuw werd sporadisch van stoom als aandrijfkracht gebruik gemaakt. Daarbij moet gedacht worden aan krachtbronnen voor gemalen, de nijverheid en transport. 
In de textielnijverheid vond de introductie pas geleidelijk plaats. Zo plaatste in 1820 de spinnerij van Smits te Eindhoven als een van de eerste een stoominstallatie die, naast waterkracht, in gebruik werd genomen maar slecht voldeed. In 1827 nam een eerste textielbedrijf te Tilburg een stoominstallatie in bedrijf voor het spinnen en voor het vollen van wollen weefsels. Vollen geschiedde eerder met wind- of watermolens en, indien deze krachtbronnen niet voorhanden waren, met rosmolens. 
In 1836 nam de Koninklijke Nederlandsche Grofsmederij een stoommachine in gebruik van Pruisisch fabricaat. 
In 1839 werd de eerste stoomlocomotief, de Snelheid, in gebruik genomen tijdens een  proefrit tussen Amsterdam naar Haarlem. Commerciële toepassing van stoomraderboten bestond al sinds 1819, en vanaf 1836 kwamen ook stoomschroefschepen in zwang. In de tweede helft van de negentiende eeuw kwam de stoommachine algemeen in zwang, mede door grotere betrouwbaarheid en de afnemende exploitatiekosten.
De eerste stoommachines die in Nederland in gebruik werden genomen, waren vervaardigd in Engeland. In Nederland kwamen allereerst reparatiewerkplaatsen voor stoomschepen tot stand, zoals het bedrijf van Van Vlissingen en Dudok van Heel, de voorloper van Werkspoor. Dit bedrijf en andere gingen uiteindelijk ook zelf stoommachines en stoomketels produceren.
De Stoom Schaatsenfabriek Hercules van Henri Gorter in Overijssel was in 1895 een van de eerste fabrieken in Nederland waar schaatsen deels machinaal vervaardigd werden met behulp van een stoommachine.

### Musea
- Het Ir. D.F. Woudagemaal is het grootste stoomgemaal ter wereld ooit gebouwd dat - zo nu en dan - ook nog in werking is. Het gemaal bevindt zich in Lemmer in Friesland. Het wordt gemiddeld eens per jaar gebruikt, tijdens perioden met veel regen en wind, om het Friese boezemwater op het vereiste peil te houden als het J.L. Hooglandgemaal bij Stavoren door omstandigheden onvoldoende capaciteit kan leveren. Sinds 1998 staat het gemaal op de UNESCO-Werelderfgoedlijst.
- In Stoomgemaal Vier Noorder Koggen te Medemblik is het Nederlands Stoommachinemuseum gevestigd met een grote verzameling stoommachines.
- Het gemaal De Cruquius, dat werd gebruikt om de Haarlemmermeer droog te malen, heeft een zuigerdiameter van 3,66 m, het is daarmee 's werelds grootste stoommachine. De machine werd gemaakt door de Britse fabrikant Harvey & Co.
- Het Stoomgemaal Mastenbroek in Genemuiden werd in 1855 gebouwd om de Mastenbroekerpolder te bemalen. Het heeft dienstgedaan tot 1961. De inventaris is compleet met stoomketel, stoommachine, overbrenging en scheprad. Het is 1977 rijksmonument geworden en is nu een museum.
- In Appeltern en Halfweg staan werkende stoomgemalen. In Nijkerk is het werkende Stoomgemaal Arkemheen.
- In Oisterwijk wordt een stoommachine uit 1924 bewaard van de firma Carels uit Gent (België). Het is een tweelingstoommachine die gebruikt werd om de looierij van een leerfabriek te voorzien van elektriciteit. De stoommachine heeft tot 1972 gewerkt. Vrijwilligers hebben de machine opgeknapt en laten de zuigers van 70 centimeter doorsnee regelmatig heen en weer bewegen.[4]

## Fotogalerij
- Werkende stoommachine
- Houtkloven met een stoommachine
- Stoomhoutzagerij in Nederland
- Stoomgemaal in Genemuiden